# Enicospilus formosensis
Enicospilus formosensis là một loài tò vò trong họ Ichneumonidae.